# Mormodes paraensis
Mormodes paraensis là một loài thực vật có hoa trong họ Lan. Loài này được Salazar & da Silva mô tả khoa học đầu tiên năm 1993.